# Dunkler Seidenkäfer
Der Dunkle Seidenkäfer (Maladera (Maladera) holosericea) ist ein Käfer aus der Familie der Blatthornkäfer (Scarabaeidae). 

## Merkmale
Die schwarz bis rotbraun gefärbten Käfer haben eine Körperlänge von 6–9 mm. Der Körper ist stark gewölbt. Fühler und Beine sind rot.

## Vorkommen und Lebensraum
Das Verbreitungsgebiet von Maladera holosericea erstreckt sich über die Paläarktis (Europa, Zentralasien, Ferner Osten). Die Art kommt in Mitteleuropa nur vereinzelt und nicht häufig vor. Die wärmeliebende Käferart bevorzugt sandige Gebiete (ist also psammophil) im Tiefland und im niederen Hügelland.

## Lebensweise
Die Käfer fliegen von Frühjahr bis Herbst. Man findet sie häufig auf Gräsern und im Gebüsch. Die Larven ernähren sich von Wurzeln.